# Michael Talbott
Michael Talbott es un actor y realizador estadounidense nacido el 2 de febrero de 1955 en Waverly, Iowa (Estados Unidos).

## Filmografía

### Como actor
- 1973: Blood Sport (TV): Bubba Montgomery

- 1974: Unwed Father (TV): Corey

- 1974: If I Love You, Am I Trapped Forever? (TV)

- 1974: Big Bad Mama: Sheriff's Son

- 1976: Carrie: Freddy

- 1977: The Reunion

- 1978: The Initiation of Sarah (TV): Freddie

- 1978: A Death in Canaan (TV): Trooper Miles

- 1978: El gran miércoles (Big Wednesday): Hog

- 1980: Amber Waves (TV): Tork Torkelson

- 1980: To Race the Wind (TV): Burly Man

- 1980: Used Cars: Mickey

- 1980: Foolin' Around: Clay

- 1980: Any Which Way You Can: Officer Morgan

- 1981: Mommie Dearest: Driver

- 1982: This Is Kate Bennett... (TV): Gary Harris

- 1982: First Blood: Deputy Balford

- 1983: Uncommon Valor (TV): Fireman

- 1983: Heart Like a Wheel: Englishtown Announcer

- 1983: Vacation: Cowboy

- 1983: Memorial Day (TV): Watney

- 1984: The Seduction of Gina (TV): Gregg

- 1984: Racing with the Moon: Bill

- 1984: Miami Vice (TV): Stan Switek

- 1985: Space (TV): Tom Savage

- 1986: Manhunter: Geehan

- 1988: Miles from Home: Pick-up Owner

- 1988: Going to the Chapel (TV): Marty

- 1990: Little Vegas: Linus

- 1991: Sunset Heat: Bartender

- 1991: Guilty as Charged: Spencer

- 1991: Runaway Father (TV)

- 1992: Hero: State Police Officer at Crash Site

- 1993: Acting on Impulse (TV): Melvin

- 1993: Jack Reed: Badge of Honor (TV): Det. Eddie Dirkson

- 1994: Jack Reed: A Search for Justice (TV): Eddie Dirkson

- 1995: Captain Nuke and the Bomber Boys: Scumbag

- 1995: Mr. Payback: An Interactive Movie: Car Jerk

- 1995 : Out There (TV): Haywood Roussell

- 1995 : Jack Reed: One of Our Own (TV): Det. Eddie Dirkson

- 1997 : Jack Reed: Death and Vengeance (TV): Eddie Dirkson

- 2001 : Three Blind Mice (TV): Jimmy Farrell

### como realizador
- 1977: The Reunion

Este enlace lleva a una película de Michael Pavone.